# 스팀펑크

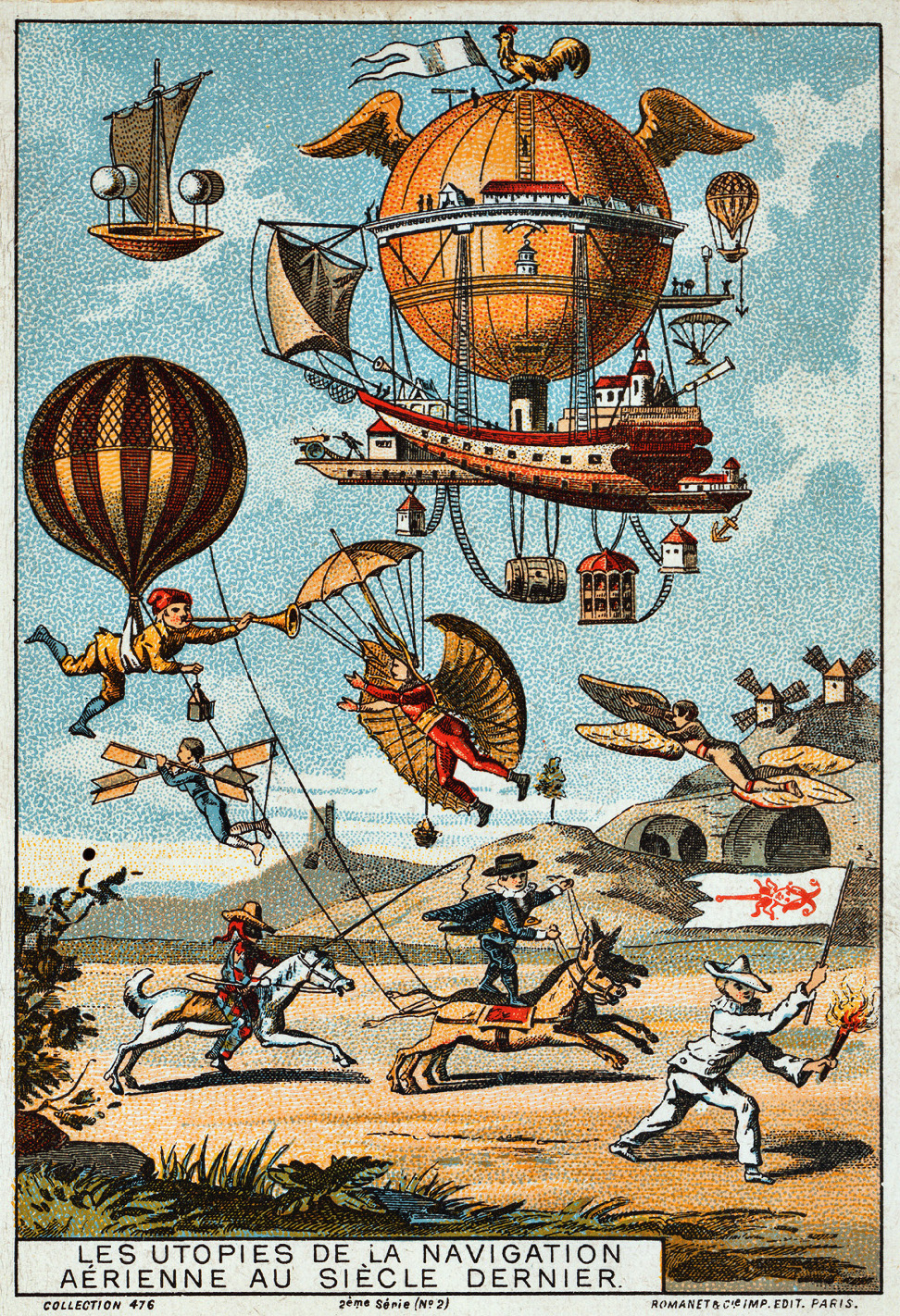

스팀펑크(영어: steampunk)는 SF중에서도 대체 역사물의 하위 장르 중 하나를 지칭한다. 20세기 산업 발전의 바탕이 되는 기술(예: 내연기관, 전기 동력) 대신, 증기기관과 같은 과거 기술이 크게 발달한 가상의 과거, 또는 그런 과거에서 발전한 가상의 현재나 미래를 배경으로 한다. 가상현실, 사이보그와 같은 전자·정보 기술의 영향으로 변모되는 미래를 묘사한 사이버펑크(cyberpunk)에서 사이버(cyber) 대신 증기기관의 증기(steam)를 합쳐서 만들어졌다. 1980년대부터 유행하기 시작했으며 19세기 빅토리아 시대의 영국과 유럽을 배경으로 하거나 증기기관에 의한 산업혁명시기를 다룬 것이 많다. SF 평론가이자 번역가인 김상훈에 의하면 기존 과학소설의 건설적인 해체를 지향하던 사이버펑크 소설의 방향성을 시간축에 적용한 일종의 대체역사소설이라고도 할 수 있다. 스팀펑크라는 용어를 처음 쓴 사람은 미국의 과학소설 작가인 K. W. 지터이다. 지터는 당시의 과학소설계를 휩쓴 사이버펑크 운동에 빗대어 "컴퓨터 대신 증기기관이 등장하는 우리 소설은 스팀펑크라고 불러야 한다"라는 농담을 했다. 현재 이 장르를 대표하는 소설가로는 지터의 동료 작가인 팀 파워즈와 제임스 P. 블레이록이 있다.
현재 스팀펑크는 SF의 하위 장르를 넘어서서 하나의 문화 ‘밈(meme)’으로 자리 잡고 있다. 게임, 영화, 애니메이션, 의복, 건축 그리고 순수 예술 분야에서 산업시대를 배경으로 하는 판타지의 영향은 점차 확대되고 있다.

## 역사

### 기원
스팀펑크는 19세기의 과학소설 작가 쥘 베른, 메리 울스턴크래프트, H.G.웰즈의 소설에서 그 기원을 찾을 수 있다. 산업 시대 초기, 증기를 기반으로 한 기술의 발전에 대한 고찰과 상상을 표현한 이들의 소설은 스팀펑크의 장르적 토대가 되었다. 순수 예술 분야에서는 레메디오스 바로의 빅토리아 시대를 배경으로 한 초현실주의적 작업이 스팀펑크의 확립에 큰 영향을 미쳤다.

### 장르의 분화와 확립
스팀펑크 장르의 확립은 1950년대 뉴웨이브(New Wave) 운동, 1980년대 초반 일어났던 사이버펑크(Cyberpunk)의 등장으로 인한 SF장르의 분화와 관계가 깊다. 1950년대 후반의 뉴웨이브 운동은 과학적인 논리의 정합성을 중시하던 이전의 경향에서 탈피하여 인간 내부의 우주를 탐색하고 초현실주의적인 내용과 전위적인 실험을 추구함으로써 SF의 외연을 넓혀놓았다. 1980년대 이후 활발히 생산된 사이버펑크는 인간과 과학에 대한 부정적인 비전으로 디스토피아를 그려내고, 기억과 정신의 전자정보화라는 테마를 통해 인간의 정체성을 묻는 이야기를 통해 문제의식을 제기했다.
스팀펑크는 뉴웨이브 운동의 초현실주의적 내용과 사이버펑크의 문제의식을 계승하여 '증기기관 시대의 대체역사 SF'라는 장르적 특성을 확립하게 된다. 과학소설에서 스팀펑크 장르의 확립에 가장 큰 기여를 한 인물은 미국의 과학소설 작가 K.W.지터와 팀파워즈, 제임스 P.블레이록이다. 빅토리아 시대를 배경으로 한 대체 역사적 배경, 증기 기관을 소재로 한 오버 테크놀로지 등을 공유하는 그들의 소설은 80년대 스팀펑크 장르의 기반을 다졌다. '스팀펑크'라는 단어는 K.W.지터가 농담조로 보낸 편지로부터 유래한 것이다.

Personally, I think Victorian fantasies are going to be the next big thing, as long as we can come up with a fitting collective term for Powers, Blaylock and myself. Something based on the appropriate technology of the era; like 'steam-punks', perhaps. — K.W. Jeter

개인적으로, 나는 빅토리아 시대를 배경으로 한 판타지가 새로운 유행이 될 것이라고 생각하네. 그런 시대를 배경으로 한 파워즈, 블레이록, 그리고 나의 작품들에게 공통적인 명칭을 부여할 수 있다면, 아마 그것은 ‘스팀펑크’ 정도가 되겠지.— K.W. 지터

### 스팀펑크의 확산
아날로그적 감성에 기술적 고찰이 담겨 있는 스팀펑크의 개념은 다른 분야에서도 많은 공감을 불러일으켰다. 1988년에는 스팀펑크적 세계관을 기반으로 한 게임 Space:1889가 출시되었다. 1990년대에 《와일드 와일드 웨스트》와 같은 스팀펑크를 기반으로 한 영상물이 등장하였으며, 상업적 성공을 거두는 스팀펑크 기반 영상물이 증가하였다. 2000년대 들어서는 스팀펑크 기반 팬덤들이 활성화되었고, 스팀펑크를 테마로 한 저자본 공예가들이 활동하고 있다. 2012년에는 프라다를 필두로 수많은 하이패션 업체들이 스팀펑크를 제품에 반영시켰다. 2014년 현재 소셜에서 스팀펑크의 언급 빈도는 2009년에 비해 12배 증가했으며, 그 중 88%는 미국에서 발생했다. 그리고 소셜에서 스팀펑크에 대해 이야기하는 사람들의 63%는 30세 이하의 젊은 소비자들이다. Etsy 등의 핸드크래프트 사이트에서 스팀펑크 테마 물품이 거래되며, 명품시장에서도 그 영향력이 증가하는 중이다.

## 장르적 특징

### 대체역사
스팀펑크는 대부분 전형적인 SF장르의 시간성을 이탈하여 18~19세기의 연대기적 과거를 스토리상의 현재로 설정한다. 스팀펑크는 현재의 과학 기술이 극도로 진보한 가상의 상황을 상상하는 대신에 증기기관 시대의 과학기술이 현재를 추월하여 미래적으로 여겨질 만큼 고도화된 상황을 가정한다. 이 과정에서 과거, 현재, 미래의 연속성이 파기되고 서로 다른 시간대가 하나로 뒤엉킨다. 전통적으로는 K.W.지터 등 1세대 스팀펑크 과학소설 작가들의 배경인 빅토리아 시대부터 1차 세계대전 사이의 유럽을 테마로 삼는다. 때로는 《와일드 와일드 웨스트》와 같은 서부 개척 시대 혹은 미국 남북 전쟁 시대의 미국을 배경으로 삼을 때도 있으며 《나인》,《신비의 바다 나디아》, 《바람의 계곡 나우시카》와 같은 포스트아포칼립스적인 세계관을 배경으로 삼기도 한다.

### 증기 기관
스팀펑크는 《해저 2만리》, 《지구 속 여행》, 《달세계 여행》, 《타임머신》 등 초기 과학소설에 등장하는 기술들에 영감을 받아 증기 기관을 장르의 주요 문법으로 사용한다. 여기에는 산업혁명 초기의 낭만이 들어있는 동시에 기계 문명에 대한 근본적인 반성 역시 담고 있다.

### 벨 에포크
스팀펑크의 배경이 되는 빅토리아 시대는 유럽 역사상 유래없던 평화기이자 황금기였던 벨 에포크라 불리는 시기였고, 이는 작품 분위기 전반에 반영된다. 때문에 스팀펑크를 소재로 하는 작품은 여타 펑크 장르(정보 사회를 기반으로 하는 사이버펑크, 생명공학의 발달을 기반으로 하는 바이오펑크, 디젤엔진과 핵기술을 기반으로 하는 디젤펑크 등)에 비해 비교적 밝은 분위기를 띄고 있다. 또한 벨 에포크시기를 다룬 작품이 많기 때문에 다소 유럽, 혹은 서구 중심주의적인 면이 존재하며, '펑크'적 느낌이 사라지고 과거에 대한 향수와 무조건적인 긍정이 나타나는 작품도 다수 존재한다는 점에서 비판 받기도 한다.

## 미디어

### 소설
- K. W. 지터의 Morlock Night(1979).
- 윌리엄 깁슨과 브루스 스털링의 The Difference Engine(1990).
- 제임스 P. 블레이록의 Lord Kelvin's Machine(1992).
- 팀 파워즈의 아누비스의 문, 라미아가 보고 있어.
- 필립 풀먼의 황금 나침반
- 필립 리브(Philip Reeve)의 견인도시연대기 (2001).
- 켄 리우의 '즐거운 사냥을 하길' (단편집 '종이 동물원'에 수록됨)

### 영화
스팀펑크는 아날로그 시대의 향수를 자극하면서도 과학소설의 기계적 미학을 느낄 수 있는 시각적 효과를 활용할 수 있어서 할리우드 영화의 소재로 종종 받아들여졌다.
- 《젠틀맨 리그》: 그래픽 노블 원작으로, 빅토리안 스팀펑크의 예를 보여준다
- 《와일드 와일드 웨스트》 : 서부개척시기를 배경으로 한 스팀펑크
- 《황금나침반》
- 《나인》: 포스트아포칼립스 스팀펑크로, 기계문명에 대한 반성을 다룬다.
- 《잃어버린 아이들의 도시》
- 《셜록홈즈》
- 《삼총사 3D》: 역사극에 스팀펑크의 장르적 특징을 일부 차용했다
- 《휴고》
- 《헬보이》: 골든 아미에서 스팀펑크요소가 많이 드러난다

### 애니메이션
애니메이션은 스팀펑크를 소재로 활용하거나 분위기를 차용하는 경우가 많다. 특히 미야자키 하야오감독의 재패니메이션이 두드러진다.
- 《기신병단》
- 《신비한 바다의 나디아》
- 《스팀보이》
- 《하울의 움직이는 성》
- 《자이언트로보》
- 《붉은 돼지》
- 《아브릴과 조작된 세계》
- 《쿠크하트:시계심장을 가진 소년》

### 게임
- 《RF온라인》
- 《네오스팀》
- 《바이오쇼크》 3편 "바이오쇼크 인피니트" 한정
- 《팝픈뮤직》 24편 "토끼와 고양이와 소년의 꿈" 한정
- 《영웅서기》 3편, 4편, 5편 한정
- 《디스아너드》
- 《문명5》 시나리오 〈산업시대의 제국들〉
- 미니어처 게임 《워머신》
- 보드게임 《고려KORYO》
- 《파이널 판타지》 시리즈
- 디오더 1866

### 만화
- 앨런 무어의 《젠틀맨 리그》
- 《한성 1905》
- 《강철의 연금술사》
- 《바니타스의 카르테》

### 참조주
1. ↑  “스팀펑크”. 다음 글자 무시됨: ‘출판사kin.naver.com/opendic/index.nhn ’ (도움말);
2. ↑  김상훈, 사이버펑크의 과거, 현재, 미래, 열음사, 외국문학 1997년 가을호. http://www.pyroshot.pe.kr/sf/arc/cpunk.htm 보관됨 2014-07-14 - 웨이백 머신
3. 1 2  “Analytics points to the “Birth of a Trend,” steampunk aesthetic to pervade pop culture in 2013” (영어). http://www.ibm.com/us/en/. |출판사=에 외부 링크가 있음 (도움말)
4. ↑  Strickland, Jonathan. “Famous Steampunk Works” (영어). electronics.howstuffworks.com.
5. ↑  “레메디오스 바로”. www.doopedia.co.kr.
6. ↑  박진, 스팀펑크의 장르적 성격과 서사 담론:〈스팀보이〉와 〈신비한 바다의 나디아〉를 중심으로, 국제어문, 국제어문학회, p226~229
7. ↑  Sheidlower, Jesse. “Science Fiction Citations” (영어). 2012년 2월 4일에 원본 문서에서 보존된 문서.
8. ↑  “Birth of a Trend Steampunk” (영어). IBM Social Sentiment Index.
9. ↑  박진, 스팀펑크의 장르적 성격과 서사 담론:〈스팀보이〉와 〈신비한 바다의 나디아〉를 중심으로, 국제어문, 국제어문학회, p228
10. ↑  Stoddard, William H., GURPS Steampunk (2000)
11. ↑  박진, 스팀펑크의 장르적 성격과 서사 담론:〈스팀보이〉와 〈신비한 바다의 나디아〉를 중심으로, 국제어문, 국제어문학회, p229
12. ↑  “Steampunk Culture Criticism”. sites.google.com/a/depauw.edu/airships-and-corsets/. 2014년 7월 16일에 원본 문서에서 보존된 문서.

## 같이 보기
- 레트로 퓨쳐리즘
- 대체 역사
- 증기 기관
- 벨 에포크

## 추가 문헌
- Donovan, Arthur. "The Art of Steampunk". The Museum of the History of Science, Oxford University, UK. Fox Chapel Publishers, 2011, ISBN 978-1-56523-573-1